# Monument du Centenaire
Le monument du Centenaire de la réunion de Nice à la France, d'André-Joseph Allar, a été inauguré le 4 mars 1896 au jardin Albert-Ier. Il célèbre le centenaire du rattachement de Nice à la France, en 1793. La statue en bronze représente une victoire ailée qui prête serment de fidélité. Le groupe en marbre est un allégorie de Nice se donnant à la France.

## Historique
Le monument a été commandé à l'occasion des fêtes du centenaire de la République, en 1892. Il a été inauguré le 4 mars 1896 par Félix Faure, président de la République française, Léon Bourgeois, président du Conseil, Maurice Rouvier, président du conseil général des Alpes-Maritimes, Alfred Borriglione, sénateur des Alpes-Maritimes, Flaminius Raiberti, député des Alpes-Maritimes et François Alziary de Malausséna, maire de Nice.
Il a été inscrit aux monuments historiques le 23 juillet 2009.

## Description
Le monument est constitué d’une sorte de pyramide très effilée surmontée d’une statue de bronze représentant une Victoire (Niké en grec, allusion à l’origine mythique du nom de Nice) enveloppée dans un drapeau français et prêtant serment de fidélité, allusion à la devise de la ville « Nissa fidelissima ». À la base de la pyramide, le groupe principal, en marbre blanc, représente Nice se donnant à la France (une jeune fille embrassant une femme tenant un faisceau). La France ne porte pas de bonnet phrygien mais un casque et son sein n’est pas dénudé. Son allure est calme, ce qui l’associe à l’idée d’ordre. C’est donc une République modérée, prudente et légaliste, à la fois maternelle, rassurante et pacificatrice. La ville de Nice est coiffée de ses murailles, reprenant ainsi une vieille représentation médiévale. On peut y voir une allusion à la dédition de la ville aux comtes de Savoie en 1388, ce qui présenterait la réunion de 1793 comme une sorte de nouvelle dédition, à la France cette fois. Quatre figures, aux angles du soubassement, auraient dû, selon le projet initial, représenter les bienfaits de l’annexion, mais elles n’ont pas été réalisées. Les armes de la ville sont sculptées au centre du soubassement. À l’arrière se trouve une représentation de la Méditerranée. Les inscriptions sont beaucoup plus nombreuses que sur les monuments précédents et visent à expliciter le sens de la statue comme à entretenir la mémoire des élus locaux. Sur la face avant de la pyramide figurent les dates 1793-1893 et en dessous : 1860. Le monument a donc pour but de commémorer non seulement la réunion de 1793, mais également celle de 1860.